# Anna Orlowa
Anna Orlowa (ukrainisch Анна Орлова, engl. Transkription Anna Orlova; * 30. Januar 2002) ist eine ukrainische Sprinterin, die sich auf den 400-Meter-Lauf spezialisiert hat.

## Sportliche Laufbahn
Erste internationale Erfahrungen sammelte Anna Orlowa im Jahr 2018, als sie bei den U18-Balkan-Meisterschaften in Istanbul in 57,39 s den vierten Platz über 400 Meter belegte. Anschließend schied sie bei den U18-Europameisterschaften in Győr mit 57,79 s im Halbfinale aus und verhalf der ukrainischen Sprintstaffel (1000 Meter) zum Finaleinzug. 2020 belegte sie bei den U20-Balkan-Hallenmeisterschaften in Istanbul in 56,20 s den fünften Platz über 400 Meter und im Jahr darauf wurde sie bei den U20-Balkan-Hallenmeisterschaften in Sofia in 56,15 s Vierte. Anschließend schied sie bei den U20-Europameisterschaften in Tallinn mit 55,57 s in der ersten Runde aus und gelangte mit der 4-mal-400-Meter-Staffel mit 3:40,04 min auf Rang sieben. Daraufhin kam sie bei den U20-Weltmeisterschaften in Nairobi mit 54,68 s nicht über den Vorlauf über 400 Meter hinaus. 2023 schied sie bei den U23-Europameisterschaften in Espoo mit 54,20 s ebenfalls in der Vorrunde aus und belegte mit der Staffel in 3:36,60 min den achten Platz.
2023 wurde Orlowa ukrainische Meisterin in der 4-mal-400-Meter-Staffel.

## Persönliche Bestzeiten
- 400 Meter: 54,20 s, 13. Juli 2023 in Espoo
  - 400 Meter (Halle): 54,48 s, 18. Februar 2023 in Kiew